# Ripartitella squamosidisca
Ripartitella squamosidisca är en svampart som först beskrevs av William Alphonso Murrill, och fick sitt nu gällande namn av Rolf Singer 1947. Ripartitella squamosidisca ingår i släktet Ripartitella och familjen Agaricaceae.   Inga underarter finns listade i Catalogue of Life.